# 小栗峠

小栗峠（おぐりとうげ）は、福岡県八女市立花町と熊本県山鹿市を結ぶ国道3号及び路線に重複する国道325号の峠である。最高地点の標高は183mである。

## 概要
峠の頂上には駐車場とトイレがある。また頂上から熊本県側に多少下ったところには道の駅鹿北があり、その向かい側にもロードパークがある。これらは普通車･大型車の休憩所としてよく利用される。
以前は久留米市・八女市と山鹿市を結ぶ西鉄バスが峠を越えていたが、2003（平成15）年に廃止された。その後2011（平成23）年に堀川バスが八女市と山鹿市を結ぶ路線を土曜休日のみ運行開始し峠を越えるようになった。